# Wólka (powiat lipski)
Wólka – wieś sołecka w Polsce położona w województwie mazowieckim, w powiecie lipskim, w gminie Lipsko.
Od 1 I do 8 XII 1973 w gminie Chotcza. W latach 1975–1998 miejscowość należała administracyjnie do województwa radomskiego.
Obok miejscowości przepływa Strużanka, dopływ Iłżanki.
Wierni Kościoła rzymskokatolickiego należą do parafii Wniebowzięcia Najświętszej Maryi Panny w Solcu nad Wisłą.